# Daring Club Motema Pembe
Ne doit pas être confondu avec le CS Imana de Matadi à cause de l'ancien nom de celui-ci
Maillots
Actualités
Le Daring Club Motema Pembe est un club omnisports basé à Kinshasa en république démocratique du Congo. Il est créé en 1936 sous l'appellation de Daring Faucon, par le révérend père Raphaël de la Kethulle de Ryhove, qui était un missionnaire de la congrégation des Scheutistes. Il recruta la plupart de ses joueurs parmi les élèves du collège Sainte-Anne à Kinshasa (actuel Collège Elikya). Le DCMP a été rebaptisé CS Imana en 1949 avant de revêtir le nom de Daring Club Motema Pembe en 1985.
Avec 27 titres au niveau national depuis 1963, le DCMP est actuellement le club national le plus titré de la RDC. Au niveau international, TP Mazembe détient l'avantage, avec 11 titres internationaux remportés.
Sa section football évolue aujourd'hui en première division de la Ligue Nationale de Football de la RDC, appelée Linafoot D1.

## Histoire
Le club est fondé le 22 février 1936 sous le nom de Daring Faucon, puis renommé CS Imana en 1949. Après l'indépendance de la république démocratique du Congo en juin 1960, le club participe au championnat national et devient le premier maître documenté en 1963. Les années suivantes, le club fait partie du trio qui domine le championnat, avec l'AS Vita Club et le Tout Puissant Mazembe. Les joueurs de ces trois équipes constituent majoritairement l'équipe nationale zaïroise lors de la Coupe du monde de 1974.
En 1936, le club est fondé sous l'appellation de Daring Faucon par le révérend-père Raphaël de la Kethulle de Ryhove, propriétaire du stade Tata Raphaël. Ce dernier décide de monter un club de football afin que les élèves de la section des évolués du collège Sainte Anne restent occupés dans le cadre des activités sportives.
Parmi ses premiers footballeur on peut compter François Ngombe Baseko (Maître Taureau)  et Jonas Mukamba.
Le DCMP a connu plusieurs noms dans son histoire : Daring Faucon à sa création, CS Imana en 1949, Daring Club Motéma Pembe (DCMP) en 1985 et Daring Club Motema Pembe Imana en 2015.
Le club évolue dans le championnat national de la RDC avec 12 titres nationaux depuis 1958 (1963, 1964, 1974, 1978, 1989, 1994, 1996, 1998, 1999, 2004, 2005, 2008). Après que les deux concurrents ont également réussi au niveau continental à la fin des années 1960 et 1970, le club remporte en 1994 un titre en Coupe d’Afrique des Vainqueurs de Coupe contre le Kenya Breweries FC. Cependant, le match suivant pour la Super Coupe de la CAF a été perdu contre le représentant tunisien, l'Espérance Sportive de Tunis.
En mai 2010, DCMP a modifié son staff technique en moins d'une semaine de son match retour de la 7ème Coupe de la Confédération contre l'AS FAN. Zico Kiadivila et Moke Adede intègrent l'équipe comme entraîneur et entraîneur adjoint. L'Allemand Frank Kohl conserve son poste de directeur technique. Tandis que le Camerounais Roger Ebouélé  et le préparateur physique Léon Makanzu qui ont dirigés le staff la saison précédente sont limogés.
Les nouveaux entraîneurs ont été présentés aux joueurs le vendredi 30 avril au terrain annexe du stade des Martyrs. Zico Kiadivila et Moke Adede ont, d'ailleurs, dirigé leur première séance d'entraînement après la présentation. Ils ont également conduit l'équipe pour son championnat de l'Entente provinciale de football de Kinshasa (Epfkin) le dimanche 2 mai contre le FC Les Stars de Kinshasa.
Le Daring Club Motema Pembe Imana connait durant les années 2010 une certaine instabilité dans sa gestion. Des guerres intestines minent le club au point de provoquer le départ de nombreux supporters et fanatiques. Le 16 juin de l’année 2014 le club est encore une fois cindé en deux, ce jour-là le CS Imana a vu le jour après le retrait de Pascal Mukuna, certains membres du staff et certains joueurs.
En 2016, un nouvel ordre s’établit au sein du club avec l’arrivée du député Aubin Minaku, un Imanien qui aspire à voir ce club retrouver sa place d’antan dans un championnat national désormais dominé par le TP Mazembe de Lubumbashi et le rival Vita Club de Kinshasa.

### Différentes appellations
- 1936 : fondation du club sous le nom de Daring Faucon
- 1949 : le club est rebaptisé CS Imana
- 1985 : le club est renommé DC Motema Pembe
- 2015 : le club retrouve son nom historique DCMP Imana

### Supporteurs
La commission des supporteurs du DCMP est dirigée par Olivier Thimbalanga, qui est secondé par le 1er vice-président. Les principaux groupes de supporteurs sont "DCMP d'Afrique CAF", "DCMP Internationale" et "Bana Dora".
Le regroupement des supporteurs de DCMP possède un site officiel.

### Logo

Évolution du logo
ancien logo
ancien logo
Ancien logo

### Historique des maillots
|  |  |  | VL1 2017-2018 | VL1 2016-2017 | VL1 2019-2020 | VL1 2019-2020 | VL1 2018-2019 |

## Palmarès

### Titres et trophées
Historiquement, le Daring Club Motema Pembe est l'équipe la plus victorieuse en RDC, ayant remporté 26 compétitions nationales.

#### Compétitions Officielles
| Compétitions nationales | Compétitions internationales                                       | Compétitions régionales |
| - Championnat de la RD Congo (5) : - Champion : 1998, 1999, 2004, 2005 et 2008. - Coupe de la RD Congo (13) (record) : - Vainqueur : 1964, 1974, 1978, 1987, 1989, 1990, 1991, 2003, 2005, 2009, 2010, 2021, 2022. - Supercoupe du Congo (5) - Vainqueur : 1984, 1987, 1994, 2003, 2005 Anciennes compétitions - Jeux Zaïrois - Vainqueur : 1974 - Trophée Mobutu - Vainqueur : 1983 - Challenge Papa Kalala - Vainqueur : 1984 et 1985 - Coupe de l'indépendance - Vainqueur : 1992, 1993, 1994 - Coupe de la FECOFA - Vainqueur : 2002, 2007 | - Coupe d'Afrique des vainqueurs de coupe (1) : - Vainqueur : 1994 | - EPFKIN (20) : - Vainqueur : 1943, 1945, 1949, 1955, 1956, 1963, 1968, 1972, 1973, 1977, 1980, 1985, 1986, 1988, 1994, 1995, 2000, 2003, 2006 et 2007 - Supercoupe de Kinshasa (3) : - Vainqueur : 2001, 2004, 2008 |

## Infrastructures

### Le Stade des Martyrs et les autres stades
Le club est résident du Stade des Martyrs, un stade de 80 000 places parmi les plus grands au monde, situé dans la commune de Lingwala, à l'est de Kinshasa.

Le Stade des Martyrs vu d"en haut en 2024

Le club n'a jamais construit de stade à ce jour, il résidait dans le Stade Reine Astrid dès sa création jusqu'en 1952 pour migré vers le Stade Roi Beaudoin et en 1994 le club joue son premier match au Stade Kamanyola.

### Centre sportif de Mikala
La Centre sportif de Mikala était le centre d'entraînement du club. Inauguré le 26 septembre 2017, c'est un ensemble ultramoderne, situé à l'est de Kinshasa. Il a été acheté auprès de Olivier Bierkaire en 2014, au même moment où Joffrey Hamelin signe comme manager du club.

## Aspects juridiques et économiques

### Éléments comptables
Le tableau ci-dessous résume les différents budgets prévisionnels du DCMP saison après saison.
| Saison | 2018-2019 | 2019-2020 | 2020-2021 | 2022-2023 | 2023-2024 | 2024-2025 |
| Budget | 4,353M$   | 2,5M$     | 5M$       | 2,990M$   | 11,691M$  | 2M$       |

### Transferts
| Ce tableau contient les ventes records du club |       |                  |         |                  |
| Rang                                           | Année | Joueur           | Montant | Destination      |
| 1er                                            | 2007  | Jean-Paul Lutula | 400 k€  | RWDM Brussels FC |
| 2e                                             | 2020  | Dieumerci Amale  | 59 k€   | Difaâ Hassani    |
| 3e                                             | 2015  | Bobó Ungenda     | 36 k€   | Kabuscorp SC     |

| Ce tableau contient les achats records du club |       |                      |         |                   |
| Rang                                           | Année | Joueur               | Montant | Provenance        |
| 1er                                            | 2022  | Joyce Kati Katulondi | 30 k€   | AS Dauphins Noirs |

## Personnalités du club

### Joueurs emblématiques
| - Paul Bonga Bonga - Mambwene Mana - Tex Mbungu - Etepe Kakoko - Kidumu Mantantu - Mpangi Merikani | - Eugène Bulayima - Serge Bageta - Patrick Apataki - Dikilu Bageta - Ikina Henri Camile - Mbala Mbuta Biscotte - Labama Bokota | - Ngasanya Ilongo - Pascal Kalemba - Joël Kimwaki - Jean-Paul Eale Lutula - Alain Kizamba - Emeka Mamale - Kapela Mbiyavanga - Eric Nkulukuta - Jean-Jacques Yemweni - Kévin Parsemain | - Mambwene Mana - Biscotte Mbala - Gladys Bokese - Junior Mbele - Deo Kanda - Ley Matampi - Yannick Bangala - Serge Lofo Bongeli - Mukoko Amale - Jean-Marc Makusu |

### Historique des entraîneurs
- 1966  Max Mayunga[14]
- 1969-1972 :  Emmanuel Elonga Malima-Nzungu[15]
- 1972 :  Paul Bonga Bonga
- 1973 :  Celestin Tambwe Leya[16]
- ??  Pierre Mwana Kasongo
- 1982  Médard Lusadusu Basilwa
- 1984-1986  Médard Lusadusu Basilwa
- ??  Albert Kanta Kambala
- 2000-2001  Guillaume Ilunga
- 2002-2004  Louis Watunda
- 2004-2006 :  Mohamed Magassouba
- 2004-2005  Nicodème Kabamba
- 2006  Adel Amrouche[17]
- 2005-2008  Mukeba Mulamba
- 2008-2009  Joe Tshupula
- 2009-2010 :  Roger Ebouélé[18]
- mai 2010-nov 2010 :  Zico Kiadivila[19]
- nov 2010- avr 2011 :  / Lazard Milosevic[20]
- 1 eravr 2011-4 juin 2011 :  Nasreddine Nabi[21],[22],[23]
- juin 2011-août 2011 :  Andy Mfutila[21],[23],[24]
- 2011 :  Joseph Mukeba (intérim)[24]
- 2011-2012  Médard Lusadusu Basilwa
- 23 jan 2012- 4 mai 2013  Fanfan Epoma[25],[26]
- 2013-2014  Joseph Mukeba[27]
- 2014 / Lazard Milosevic[28],[29]
- 5 déc 2014-2016  Mwinyi Zahira, adjoint  Bruno Bla,[30],[31]
- 2016-2017  Daniel Bréard
- 2017-2018  Otis N'goma
- 2018-2019  Andrea Agostinelli
- 2019-2021  Isaac N'Gata, adjoint  Pathy Lokose[32]
- 2021 :  Gladys Bokese (intérim)
- 2021-2022 :  Alain-André Landeut[33]
- 2022 :  Pathy lokose[34]
- 2022-22 nov 2023 :  Barthélémy Ngatsono[35]
- 5 déc 2022-20 déc 2022 :  Djene Ntumba (intérim)[36]
- déc 2022-jan 2023 :  Joao Mota[37], adjoint   Djene Ntumba et   Amadou Sampo[38]
- jan 2023-10 jul 2023 :  Amadou Sampo[39],[40]
- 11 jul 2023-août 2023 :  Dragan Cvetkovic[41], adjoint  Kapela Mbiyavanga
- août 2023 - janv. 2024 :   Djene Ntumba[42]
- janv. 2024 - mai 2024 :   Mpangi Merikani[42]
- mai 2024 - nov 2024 :  Mo Fathi[43]
- 19 nov 2024-5 mars 2025 :  Guillaume Ilunga[44]
- 5 mars 2025 :  Barthélémy Ngatsono[45],[46]

### Historique des présidents

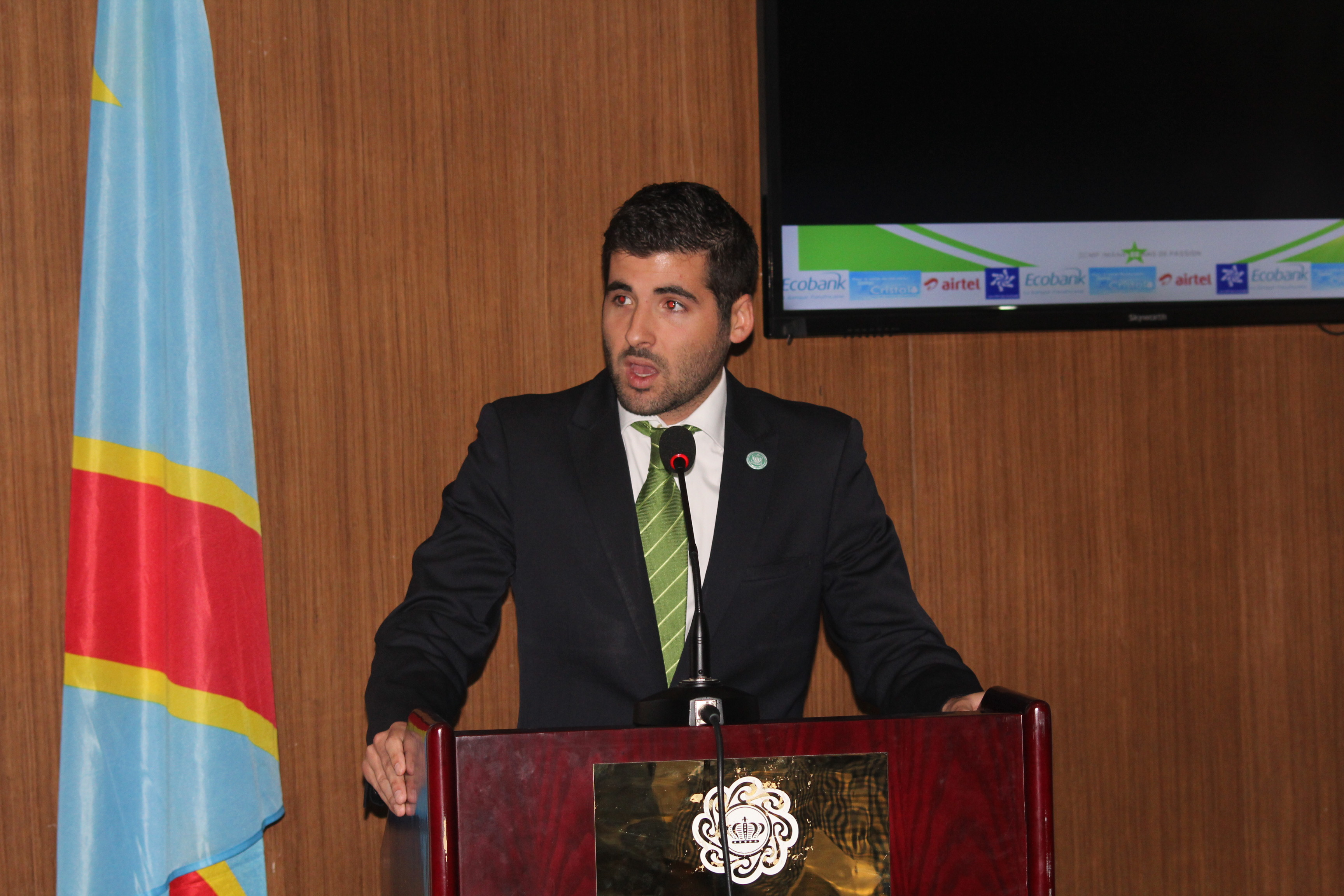
Antoine Sellès en Conférence de presse de décembre 2015 à Kinshasa DCMP Imana

#### Coordination
- 1936-1954 :  Raphaël de la Kethulle[47]
- 1954 :  Albert Tamba[47]
- ?? :  Charles Pongo[47]
- Papa Mbila
- Cyrille Adoula
- Massamba
- 1961 :  Raphaël Longangu[48]
- Tokwaulu[49]
- Siluvangi[49]
- Aïbua Matondo[49]
- 1963 :  Kinkela[50],
- Raphaël Kabangu[51]
- 1966-1969 :  Bilaf[52],[note 2],[53]
- 1969 -1970 :  Jonas Mukamba[52], vp  Jean-Pierre Mukonkole[52]
- ??-?? : Tatu Hilaire Kalonji Tshilobo Ier[52]
- Kiaku Mbu[54]
- Déndongué Ndongala[49]
- ??-?? :  Bossekota Likaala Intérim
- Louis Likita Bembo[49]
- Adolphe Mitwana Andwang’Onkok[55]
- ??-?? :  Marie-Louise Djembo
- Nitumfuidi[49]
- 1979-1981:  Mayifuila[56]
- 1981 :  Paul Bonga Bonga
- 1985 :  Richard Mapwata
- Dula Malengese
- Tamba Zapo[49]
- ??-?? :  Albert Moleka Ndjoku
- François Poto Gallo[57]
- Wolf Kimasa[49]
- Manda Madova
- Edouard Kiaku Mbuta[49]
- 1995 :  Golf Gbemani[58]
- Bongombe Bohulu[49]
- Charles Mputu Mulopo[59]
- 2001 :   Olivier Bierlaire[60],[61]
- 2001-2002 :  Félix Sangwa (intérim)[62]
- 2002-2007 :  Hilaire Lumbaie[63]
- 2008-2009 :  Jean Charles Okoto Lola Kombe
- 2009 :  Jean-Pierre Ondekane Interim
- 19 mai 2009-2009 :  Zima Moto[64]
- 2009 :  Eddy Mukuna intérim
- 25 mars 2010-avr 2012 :  Antoine Musanganya[65],[66]
- 11 août 2013-oct 2013 :  Jean Max Mayaka[67],[68]
- 2013-2014 :  Vidiye Tshimanga
- 2014-2015 :  Gentiny Ngobila[69]
- 1er septembre 2015-2017 :  Henri Legarda[70],[71],[72] et  Gentiny Ngobila DG :  Antoine Sellès[73]
- 2017 :  Aubin Minaku
- 27 oct 2017-2019 :  Hassan Abdallah[74],[75]
- 2019-2022 :  Vidiye Tshimanga[76]
- 2022- :  Paul Kasembele

#### Section football
- 1985 :  Edouard Kiaku Mbuta
- 1994 :   Charles Tambwe[77],[65]
- 2000-2001 :  Dieudonné Mande
- 2001-2002 :  Félix Sangwa (intérim)[60]
- 2009 :  Charles Tambwe[77],[65]
- 2009- mai 2011 :  Paul Kasembele[29],[78]
- 2010-11 août 2013 :  Antoine Musanganya
- 11 août 2013-2013 :  Vidiye Tshimanga
- 2014 :  Hilaire Lumbaya Mulumba
- 2014-2016:  Charles Tambwe[69]
- 2017-2019:  Bonaventure Mutonji[75]
- 2019-2020:  Ayi Idambito
- 2020-2022 :  Eddy Mukuna[79]
- 2023 :  Noël Kaniki[80]

### Effectif professionnel actuel
Ce tableau liste l'effectif professionnel du DCMP actuel pour la saison 2024-2025.

## Sponsors et équipements

### Équipement
- 2017-2023 :  Macron
- 2023-2024 :  Vitara[84]
- 2024- :  Sport-Saller

### Sponsors
- 2006-2010 :  Skol
- 2012 :  BIC
- 2014 :  TACS
- 2020-2021 :  Rawbank
- 2021-2022 :  10bet[85],[86]
- 2022-2023 :  Rawbank

## Autres sports

### Basketball
L'équipe féminine de basket-ball du Daring Club Motema Pembe est septième de la Coupe d'Afrique féminine des clubs champions de basket-ball en 2017. Elle est en Liprobakin et participe souvent à la Coupe du Congo

#### Président
- aout 2013 - oct 2013 :  Kembo Ndombele[87]

### Volleyball

#### Président
- aout 2013 - oct 2013 :  Jean -Claude Katanga[87]

### Handball

#### Président
- aout 2013 - oct 2013 :  Deo Bokenga[87]